# Kamlapur, Raichur
Kamlapur là một làng thuộc tehsil Raichur, huyện Raichur, bang Karnataka, Ấn Độ.